# Judith Brito
Maria Judith de Brito (Itatiba, 1958) é superintendente/presidente do Grupo Folha (onde trabalha desde 1990). No Grupo UOL, presidente do Conselho de Administração (onde também tem funções executivas) e membro do Conselho de Administração do PagSeguro Digital. É formada em administração pública pela Fundação Getúlio Vargas, com mestrado em ciência política pela Pontifícia Universidade Católica de São Paulo. Judith Brito trabalhou como pesquisadora em ciência política na década de 1980, no Centro Brasileiro de Análise e Planejamento e no extinto Instituto de Estudos Econômicos, Sociais e Políticos de São Paulo. Lecionou por quatro anos na Fundação Getúlio Vargas e por três anos na Escola Superior de Propaganda e Marketing (onde foi membro do Conselho de Administração). Foi presidente da Associação Nacional de Jornais e presidente do Sindicato das Empresas de Jornais e Revistas de São Paulo.

## Obras publicadas
- Judith Brito (2005). Mãe é Mãe. [S.l.: s.n.] ISBN 85-7402-566-6
- Judith Brito (2006). Ah! O Amor... [S.l.: s.n.] ISBN 85-7402-725-1